# 京华街道
京华街道，是中华人民共和国河北省唐山市古冶区下辖的一个乡镇级行政单位。

## 行政区划
2010年，设立京华街道。
京华街道下辖以下地区：
晟冶第一社区、晟冶第二社区、兴盛第一社区、兴盛第二社区、明尚第二社区、东华第一社区、东华第二社区、水韵花苑社区、永安楼社区、矾土社区、供电社区、北范社区、新北社区、金山福邸社区、首府社区、唐林新苑社区。